# À bout portant (film, 2010)
Pour les articles homonymes, voir À bout portant et Point Blank.
Pour plus de détails, voir Fiche technique et Distribution.
À bout portant est un film à suspense français coécrit et réalisé par Fred Cavayé, sorti en 2010.

## Synopsis
Samuel, futur infirmier et sa femme Nadia, d'origine espagnole attendent un enfant. Ce couple ordinaire mène une vie simple et sans tracas jusqu'à ce qu’un événement vienne tout chambouler : Nadia est enlevée sous les yeux de Samuel. Samuel se trouve alors mêlé à une histoire de malfrats. Il a trois heures pour sortir Hugo Sartet, une figure du banditisme que des hommes cherchent à abattre, de l’hôpital où il travaille... 
S'il veut revoir sa femme vivante, Samuel doit faire vite… Il parvient à faire quitter l'hôpital au truand non sans avoir agressé le policier qui garde le prisonnier et un médecin. Lorsque Sartet lui dit d'attendre sagement que sa femme lui soit rendue, Samuel s'énerve et tire dans l'abribus près duquel ils se trouvent, exigeant le retour immédiat de sa femme. 
Au moment où l'échange est sur le point d'être effectué gare de l'Est, les hommes qui pourchassent Sartet surviennent. Samuel est par conséquent obligé de suivre Sartet, alors qu'ils sont poursuivis par des policiers ripoux qui ne reculent devant rien pour arriver à leurs fins.

## Fiche technique
Sauf mention contraire, cette fiche technique est établie à partir d'Unifrance
- Titre original : À bout portant
- Titre international : Point Blank
- Réalisation : Fred Cavayé
- Scénario : Fred Cavayé et Guillaume Lemans
- Décors : Philippe Chiffre
- Costumes : Marie-Laure Lasson
- Photographie : Alain Duplantier
- Son : Marc Doisne, Alain Féat et Pierre Mertens
- Musique : Klaus Badelt
- Montage : Benjamin Weill
- Production : Cyril Colbeau-Justin et Jean-Baptiste Dupont ; David Giordano (producteur exécutif)
- Sociétés de production: LGM Productions ; Gaumont, TF1 Films Production et K.R. Productions[2] (coproductions)
- Sociétés de distribution : Gaumont Distribution (France) ; Pathé Films AG (Suisse romande), uDream (Belgique)
- Budget de production : 10,8 millions d'euros[réf. nécessaire]
- Pays d'origine :  France
- Langue originale : français
- Format : couleur − 35 mm − 2,35:1 - Dolby numérique
- Genre : action et thriller
- Durée : 84 minutes
- Dates de sortie : 
  - France : 4 novembre 2010 (Festival du film de La Réunion) ; 1er décembre 2010 (sortie nationale)
  - Belgique, Suisse romande : 1er décembre 2010
- Classification : 
  - France : Interdit aux moins de 12 ans

## Distribution
- Gilles Lellouche : Samuel Pierret
- Roschdy Zem : Hugo Sartet
- Gérard Lanvin : le commandant Patrick Werner
- Elena Anaya : Nadia Pierret
- Mireille Perrier : le commandant Catherine Fabre
- Claire Pérot : le capitaine Anaïs Susini
- Moussa Maaskri : le capitaine Vogel
- Pierre Benoist : le capitaine Mercier
- Valérie Dashwood : le capitaine Moreau
- Virgile Bramly : le capitaine Mansart
- Nicky Naudé : le capitaine Richert
- Adel Bencherif : Luc Sartet
- Grégoire Bonnet : Jaffart, chef DPJ
- Vincent Colombe : interne de garde[3]

## Accueil

### Box-office
Le film rencontre un accueil modeste, rapportant environ 16 millions de dollars au box-office mondial, dont 10,8 millions d'euros en France avec 308 de copies avec 973 257 entrées en salles.
Il a reçu un accueil critique satisfaisant, recueillant 91 % de critiques positives, avec une note moyenne de 7,4/10, sur le site agrégateur de critiques Rotten Tomatoes.

### Critiques
Samuel Douhaire, du magazine Télérama, écrit : « Le petit charme de série B de Pour elle a disparu de ce thriller survitaminé, où la mise en scène épileptique ne parvient pas à faire oublier les énormes invraisemblances du scénario, ni les sourcils froncés d'un Gérard Lanvin plus caricatural que jamais. On sauvera juste la composition « melvillienne » de Roschdy Zem en supertruand aussi mutique qu'efficace ».
Pour Olivier De Bruyn du Point : « Hélas, dans ce thriller à vocation paranoïaque, tout sonne faux : le scénario, plus qu'improbable, les acteurs (pourtant excellents d'ordinaire), la mise en scène qui confond efficacité et surenchères. Le cinéma de genre français mérite mieux, beaucoup mieux ».

## Autour du film
Roschdy Zem incarne un personnage nommé Sartet, en hommage à Alain Delon dans Le Clan des Siciliens. Le style du tueur à gages, froid et élégant, fait aussi référence à Jeff Costello du Samouraï, interprété par Delon. Celui-ci est par ailleurs remercié au générique de fin.
Le film Point Blank, sorti en 2019, est un remake américain du film.

## Distinctions
- Festival international des jeunes réalisateurs de Saint-Jean-de-Luz 2010 : Meilleur acteur pour Roschdy Zem
- Institut Lumière 2011 : Prix Jacques-Deray du film policier français

### Document
- Dossier de presse À bout portant